# Caspa

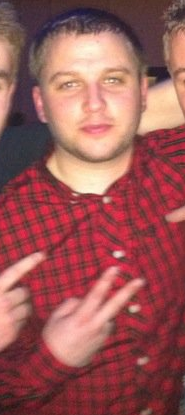
Caspa (2010)

Caspa is de artiestennaam van de Engelse dubstepproducer Gary McCann.
Caspa groeide op in West Londen in een milieu van jungle en hiphop, maar hij was toen nog te jong om naar feesten te gaan en hield zich bezig met basketbal. Toen hij geblesseerd raakte, ging hij dj-en. Onder de naam Quiet Storm maakte hij in 2003 een nummer dat door de BBC gedraaid werd. De volgende dag werd hij gebeld door de eigenaar van Fragile Beats die zijn plaat wilde uitbrengen. Het platenlabel kwam echter nooit van de grond en de release ging niet door. Caspa richtte in 2004 zijn eigen label Storming Productions op en kreeg een wekelijkse show op Rinse FM. Vervolgens richtte hij een zusterlabel op, Dub Police, dat werk van beginnende dubstepartiesten uitbrengt. Samen met Rusko mixte hij FabricLive.37 in opdracht van de Londense discotheek Fabric. Het album bevat voor de helft eigen nummers van de twee. Caspa maakte in 2008 een dubstepversie van het Drum & Bass nummer Where's My Money van TC.